# Antes
Antes é uma aldeia do Município da Mealhada que foi sede da extinta Freguesia de Antes, freguesia que tinha 4,32 km² de área e 933 habitantes (2011), e, por isso, uma densidade populacional de 216,0 hab/km².
A Freguesia de Antes foi constituída em 23 de Abril de 1964 por desmembramento da Freguesia de Ventosa do Bairro. Foi extinta (agregada) pela reorganização administrativa de 2012/2013, tendo o seu território sido agregado ao das Freguesias de Mealhada e Ventosa do Bairro para criar a União de Freguesias de Mealhada, Ventosa do Bairro e Antes.
É conhecida por sua beleza, união dos seus habitantes (bairrismo) e proximidade à Mealhada.[carece de fontes?]

## População
| 1970 | 1981 | 1991 | 2001  | 2011 |
| 733  | 877  | 885  | 1.029 | 933  |

A freguesia de Antes foi criada em 23 de Abril de 1964, separando-se da freguesia de Ventosa do Bairro (Decreto Lei 45674, de 23 de Abril)

## Património
- Igreja de São Pedro (matriz)
- Fonte de Santo António
- Capelas de São Pedro, de São Brás, de São José e capela profanada